# Klobbfjärden, Kimitoön
Klobbfjärden är en fjärd i Finland. Den ligger i landskapet Egentliga Finland, i den sydvästra delen av landet, 120 km väster om huvudstaden Helsingfors.
Klobbfjärden avgränsas av Padvalandet i öster, Padvaön och Glosholmen i söder, Appelön i sydväst, Hålön och Bergön i nordväst samt Synderstön i norr. Den ansluter till Skataströmmen i norr, Bolax fjärden i söder och Långholmsfjärden i väster.